# Cañón naval BL 12" Mark VIII
El cañón naval BL Mark VIII de 12 pulgadas fue uno de los primeros grandes cañones navales británicos de retrocarga estriados diseñados para las presiones más altas generadas por el nuevo propulsor de cordita de la década de 1890, y el primer gran cañón bobinado de alambre del Reino Unido. Representó un avance importante en comparación con las armas británicas anteriores.

## En servicio naval
El cañón se instaló en los acorazados de la clase Majestic desde 1895 y en los acorazados de la clase Canopus desde 1899. Durante la Primera Guerra Mundial, los cañones retirados de la obsoleta clase Majestic se montaron en monitores de la clase Lord Clive para bombardeos sobre objetivos en tierra.

## Como artillería de costa
De 1921 a 1926, dos cañones del acorazado fuera de servicio HMS Illustrious estuvieron en servicio en las Tyne Turrets (baterías de artillería de costa Kitchener y Roberts) para defensa del estuario, al norte y al sur de la desembocadura del río Tyne, al noreste de Inglaterra.

## Problemas de funcionamiento
Durante su uso en combate, cuando se montaban en los monitores de clase Lord Clive, era necesario eliminar con frecuencia depósitos de cobre de las bandas impulsoras del proyectil. Sin embargo, los problemas con los revestimientos interiores eran aún más graves. El arrastre continuo de las bandas impulsoras hizo que el revestimiento se estirara gradualmente hacia adelante. La protuberancia resultante en la boca del cañón podía simplemente cortarse, pero además el revestimiento comenzó a formar una cresta en el cañón cerca de los hombros del tubo "A" exterior, donde el tubo "A" interior estaba acoplado al exterior. La cresta acumuló cobre de las bandas impulsoras, lo que podría dar suficiente retardo al proyectil para encender la espoleta, lo que resultó en una detonación prematura ya sea dentro del orificio o poco después de salir de la boca. Esto sucedió varias veces durante los bombardeos, incluida una ocasión en la que el HMS Lord Clive arrojó restos de proyectiles sobre el destructor francés Aventurier. La restricción del steel choke podía eliminarse temporalmente frotando con un bloque cubierto de esmeril empujado hacia adelante y hacia atrás en el orificio, pero la única solución permanente era instalar armas nuevas con un diseño modificado de revestimiento, que tenía una disposición diferente de apoyos internos.

### Armamento de similar época, calibre y uso
- breech loading (BL) (retrocarga)
- Cañón naval 12"/35 Mark 1 y 2
- Cañón de 12" M1895
- Cañón naval de 305 mm 1893/96